# Franz Köhler
Franz Köhler (18 marzo 1901 – 20 aprile 1982) è stato un allenatore di calcio e calciatore austriaco, di ruolo portiere.

## Carriera
Köhler ha giocato con le maglie di Kaisermühlen, Olympia, Donau, Straßenbahn, Elektra, Rapid Vienna, Ostmark, Brigittenauer AC, Rasenfreunde, Austria Aspern, DFC Wien, Angern e nuovamente Austria Aspern.
Ha giocato 3 partite per l'Austria, esordendo in data 29 maggio 1927: è stato titolare nella vittoria per 1-4 contro la Svizzera, a Zurigo.
Terminata l'attività agonistica, è stato commissario tecnico della Bulgaria dal 1939 al 1941. Nel 1952 è stato allenatore dei norvegesi del Fredrikstad. Nel 1953 ha guidato l'Islanda. Dal 1954 al 1956 è stato allenatore degli olandesi dei Go Ahead Eagles.